# Bess Flowers
Pour les articles homonymes, voir Flowers.
Bess Flowers (née le 23 novembre 1898 à Sherman, Texas et morte le 28 juillet 1984 à Woodland Hills, Californie) est une actrice américaine, surnommée « La Reine des figurants d'Hollywood » (Queen of the Hollywood Extras) et connue, notamment, pour son rôle de Mrs Laurel dans le film On a gaffé de Laurel et Hardy.

## Biographie
Bess Flowers figure dans plus de 350 films entre 1923 et 1965, dont 23 nommés pour l'Oscar du meilleur film.

## Filmographie partielle
- 1926 : Marisa, l'enfant volée (Mannequin) de James Cruze
- 1926 : Irene d'Alfred E. Green
- 1928 : Mirages (Show People) de King Vidor
- 1928 : On a gaffé (We Faw Down) de Leo McCarey
- 1930 : Going Wild de William A. Seiter
- 1931 : Ladies' Man de Lothar Mendes
- 1932 : Attorney for the Defense d'Irving Cummings
- 1932 : À tour de brasses (You Said a Mouthful) de Lloyd Bacon
- 1934 : Student Tour de Charles Reisner
- 1934 : Le Cabochard (The St. Louis Kid) de Ray Enright
- 1935 : Collège rythme (Old Man Rhythm) de Edward Ludwig
- 1937 : Paid to Dance de Charles C. Coleman
- 1937 : Crime en haute mer (China Passage) d'Edward Killy
- 1937 : Le Fantôme du cirque (The Shadow) de Charles C. Coleman
- 1938 : The Lady Objects d'Erle C. Kenton
- 1939 : Avocat mondain (Society Lawyer) d'Edwin L. Marin
- 1940 : Rendez-vous à minuit (It All Came True) de Lewis Seiler
- 1940 : Michael Shayne, Private Detective d'Eugene Forde
- 1941 : Mardi gras (Sunny) de Herbert Wilcox
- 1942 : Pilotes de chasse (Thunder Birds) de William A. Wellman
- 1943 : Dixie Dugan d'Otto Brower
- 1943 : Dangerous Blondes de Leigh Jason
- 1944 : In Our Time de Vincent Sherman
- 1945 : Le Prix du bonheur  (You Came Along) de John Farrow
- 1947 : Meurtre en musique (Song of the Thin Man) d'Edward Buzzell
- 1948 : Tous les maris mentent (An Innocent Affair) de Lloyd Bacon
- 1949 : Ma bonne amie Irma (My Friend Irma), de George Marshall - rôle : une dîneuse au Gypsy Tea Room
- 1950 : La Femme aux maléfices (Born to Be Bad) de Nicholas Ray
- 1950 : La Rue de traverse (Paid in Full) de William Dieterle
- 1951 : Le Droit de tuer (The Unknown Man), de Richard Thorpe
- 1951 : Discrétion assurée (No Questions Asked) d'Harold F. Kress
- 1952 : L'Ivresse et l'Amour (Something to Live For) de George Stevens
- 1952 : Le Bal des mauvais garçons (Stop, You're Killing Me) de Roy Del Ruth
- 1953 : Meurtre à bord (Dangerous Crossing) de Joseph M. Newman
- 1953 : Meurtre prémédité (A Blueprint for Murder) d'Andrew L. Stone
- 1954 : Dans les bas-fonds de Chicago (The Human Jungle) de Joseph M. Newman
- 1955 : Tout le plaisir est pour moi (Three for the Show) de H. C. Potter
- 1955 : Strategic Air Command d'Anthony Mann
- 1956 : Le Prix de la peur (The Price of Fear) d'Abner Biberman
- 1956 : Son ange gardien (Forever, Darling) d'Alexander Hall
- 1958 : I Married a Woman de Hal Kanter
- 1960 : Le Monde perdu (The Lost World) d'Irwin Allen
- 1963 : Ma femme est sans critique (Critic's Choice) de Don Weis